# سراب پرده چاهی
سراب پرده چاهی، روستایی از توابع بخش مرکزی شهرستان خرم‌آباد در استان لرستان ایران است.

## جمعیت
این روستا در دهستان کمالوند قرار دارد و دارای بیش از ۵۰۰ خانوار و جمعیتی بالغ بر ۳۰۰۰ نفر از طوایفی از نظیر پیرداده بیرانوند، شمس بیرانوند، کر بیرانوند و هراتی در این روستا ساکن هستند.